# PARL
PARL‏ (Presenilin associated rhomboid like) هوَ بروتين يُشَفر بواسطة جين PARL في الإنسان.